# Google-Konto
Ein Google-Konto ist ein Benutzerkonto, das zur Authentifizierung bei verschiedenen Onlinediensten vom US-amerikanischen Unternehmen Google LLC dient. Einige Google-Dienste können ohne ein Google-Konto genutzt werden, dazu gehören zum Beispiel die Google-Suche, Google Maps und YouTube. Andere Dienste, wie Gmail und Hangouts, benötigen zwingend ein Benutzerkonto. Das Google-Konto und weitere Datenschutz-Werkzeuge werden vom Google Safety Engineering Center (GSEC) in München entwickelt.

## Funktionen
Auf der Google-Konto-Website können verschiedenen Einstellungen des Kontos verwaltet werden. Es kann etwa das Passwort geändert werden, verbundene Apps und Websites verwaltet werden und eine Übersicht über die letzten genutzten Geräte eingesehen werden. Zudem können verschiedene Datenschutzeinstellungen verändert werden.
Außerdem kann eine Übersicht über vergangene Kontoaktivitäten bei verschiedenen Google-Diensten (z. B. Google-Suchanfragen oder Sprachbefehle an ein Google-Home-Gerät) eingesehen und diese Informationen einzeln gelöscht werden. Seit Mitte 2019 besteht zusätzlich die Möglichkeit, gespeicherte Daten zu besuchten Websites und Orten automatisch nach 3 oder 18 Monaten löschen zu lassen.

### Anmeldung bei Drittanbietern
Mittels der „Google Sign-In“ Programmierschnittstelle (API) können Onlinedienste von Drittanbietern ihre Nutzer über ein Google-Konto authentifizieren. Dabei wird von Google eine automatische Weitergabe von sicherheitsrelevanten Ereignissen an den anderen Anbieter unterstützt, damit so verknüpfte Konten besser geschützt werden können.

## Sicherheit

### Anmeldung
Die Anmeldung mit einem Google-Konto ist seit Ende 2018 nur noch mit aktiviertem JavaScript möglich, damit eine Risikobewertung vor dem Login durchgeführt werden kann.

### Zwei-Faktor-Authentisierung
Ein Google-Konto unterstützt die „Bestätigung in zwei Schritten“, eine Form der Zwei-Faktor-Authentisierung. Nach der Aktivierung müssen Benutzer ihre Identität nach der Eingabe ihrer E-Mail-Adresse und Passworts durch eine zweite Methode nachweisen, wenn sie sich an einem neuen Gerät anmelden. Eine Möglichkeit dafür ist die Eingabe eines sich regelmäßig ändernden sechsstelligen Codes, der beispielsweise mit der Google-Authenticator-App generiert werden kann. Diese App funktioniert, selbst wenn der Nutzer keinen Mobilfunknetzempfang hat. Alternativ können Codes per SMS oder Anruf an ein Mobilgerät gesendet werden. Seit Mitte 2016 können neue Logins auch über die mobile Google-App genehmigt werden und seit April 2018 auf iOS zusätzlich auch in der Gmail-App.
Am 21. Oktober 2014 kündigte Google die Integration von Universal Second Factor (U2F) in den eigenen Webbrowser Google Chrome an, wodurch der Einsatz eines physischen Sicherheitscodes für die Zwei-Stufen-Verifizierung ermöglicht wurde. Benutzer können den U2F-Sicherheitscode als Primärmethode der Zwei-Stufen-Verifizierung festlegen, um unabhängig von Verifizierungscodes zu sein, die per SMS gesendet oder in ihren Mobilgeräten erzeugt werden. Im Vergleich zu sechsstelligen Codes bietet der U2F-Sicherheitscode besseren Schutz vor Phishing und macht ein Mobilgerät bei der Anmeldung überflüssig.
Seit Oktober 2018 bietet Google dafür auch einen eigenen FIDO-kompatiblen Titan-Sicherheitsschlüssel zum Kauf an, der zusammen mit Googles „erweitertem Sicherheitsprogramm“ besonders gefährdete Nutzer vor Angriffen schützen soll. Nachdem im Mai 2019 eine Sicherheitslücke im ersten Bluetooth-Modell des Tokens gefunden wurde, können Nutzer einen kostenlosen Ersatz durch eine neue sichere Version erhalten. Alternativ können seit April 2019 auch Smartphones mit Android 7 oder neuer als FIDO2-kompatibler Sicherheitsschlüssel für die Anmeldung in einem Google-Konto genutzt werden.

### Staatliche Angriffe
Seit Juni 2012 warnt Google Nutzer vor staatlichen Angriffen. Wenn sich ein Nutzer anmeldet, bei dem Google den Verdacht hat, dass er Opfer von staatlichen Phishing- oder Malware-Angriffen wurde, wird ein Warnhinweis angezeigt.

### Inaktive Google-Konten
Im Mai 2023 kündigte Google durch eine Richtlinie zu inaktiven Google-Konten an, ab Dezember 2023 diejenigen Google Konten zu löschen, welche seit mindestens zwei Jahren inaktiv sind. Grund hierfür seien u. a. Sicherheitsrisiken und das Einsparen von Speicher-/und Energiebedarf. Diese Richtlinie gilt nur für private Google-Konten. Konten von Unternehmen, Bildungseinrichtungen oder anderen Organisationen sind hiervon nicht betroffen.

## Takeout
Google Takeout ist ein Onlinedienst von Google, der es Google-Konto-Nutzern ermöglicht, ihre persönlichen Daten aus vielen Google-Diensten, wie zum Beispiel Google Maps, Gmail oder Google Drive, zu exportieren. Der Dienst wurde am 26. Juni 2011 gestartet. Alle Daten können dabei in verschiedenen Archivformaten heruntergeladen werden. Die Entwicklung über das Projekt liegt bei der „Google Data Liberation Front“, die ein eigenständiges Entwicklerteam im Google-Unternehmen darstellt. Seit Mai 2018 können Daten von weiteren Google-Diensten heruntergeladen werden, um das Recht auf Datenübertragbarkeit der Datenschutz-Grundverordnung (DSGVO) zu erfüllen.

## Kritik
Ende 2018 wurde Google kritisiert, da trotz deaktiviertem Standortverlauf im Google-Konto über andere Google-Dienste trotzdem Bewegungsdaten gespeichert wurden. Damit keine Standortdaten gespeichert werden, muss zusätzlich zum Standortverlauf auch die Speicherung von „Web- und App-Aktivitäten“ vom Nutzer deaktiviert werden. Daraufhin hat Google die Formulierungen der entsprechenden Datenschutzeinstellungen auf der Konto-Website angepasst.
Am 21. Januar 2019 hat die französische Datenschutzbehörde Commission Nationale de l’Informatique et des Libertés die bis dahin höchste Strafe von 50 Millionen Euro gegen Google aufgrund von Verstößen gegen die DSGVO verhängt. Ein wesentlicher Kritikpunkt der Behörde sind fehlende und schwer zugängliche Informationen über die Datenverarbeitung. Zudem ist beim Erstellen eines neuen Google-Kontos ein Auswahlkästchen für personalisierte Werbung vorausgefüllt. Google hat Einspruch gegen die Geldbuße eingelegt.